# Eurosat - CanCan Coaster
Eurosat - CanCan Coaster est un parcours de montagnes russes en intérieur situé dans le parc d'attractions allemand Europa-Park. L'attraction originale a été construite par Mack Rides et a ouvert en 1989, sous le nom Eurosat, dans le quartier thématique Français du parc. L'attraction est incluse dans un dôme géodésique.
En novembre 2017, l'attraction ferme pour plusieurs mois de travaux. Elle rouvre sous le nom Eurosat - CanCan Coaster le 13 septembre 2018 proposant une nouvelle thématique inspirée par Paris 1900 et le Moulin-Rouge. L'attraction ouvre par la même occasion une version en réalité virtuelle sous le nom de Eurosat Coastiality.

## Eurosat(1989-2017)
L'attraction originale inaugurée en 1989 dans le quartier français était sur le thème de l'espace. Construite à l'intérieur d'un dôme géodésique de 43 mètres de diamètre et de 45 mètres de haut, sa forme originale en fit un symbole d'Europa-Park. Elle fut intégrée au quartier par le décorateur Ulrich Damrau.
Les visiteurs étaient accueillis à l'entrée par un grand robot. Dans la file d'attente, ils étaient plongés dans une atmosphère spatiale "rétro". Les trains étaient de couleurs argentés en forme de navette spatiale. Après une lente montée en spirale accompagnée de la musique In a Second Orbit de Stark Fader & The Cosmic Sound Heroes, un décompte retentissait : « Ten, nine, Ignition sequence start, six, five, four, three, two, one, zero, All engine's running ». À la période d'Halloween, la musique était remplacée par le morceau « He's been waiting for the storm » et le décompte était différent : « Ten, nine, it's time to crash, two, one, zero, hahaha. »
Lors de la descente à une vitesse maximale de 60 km/h, le train passait près de comètes et de météorites. Au bout de 4 minutes, le train revenait sur "Terre" en passant dans un tunnel lumineux et en freinant brusquement avant de retourner en gare.
Lors de différents événements comme la coupe du monde de football de 2006, la période d'Halloween, de Noël ou de Pâques, la dôme de l'attraction était décoré sur toute sa surface : respectivement en ballon de football, en citrouille, en cadeau ou encore en œuf géant.

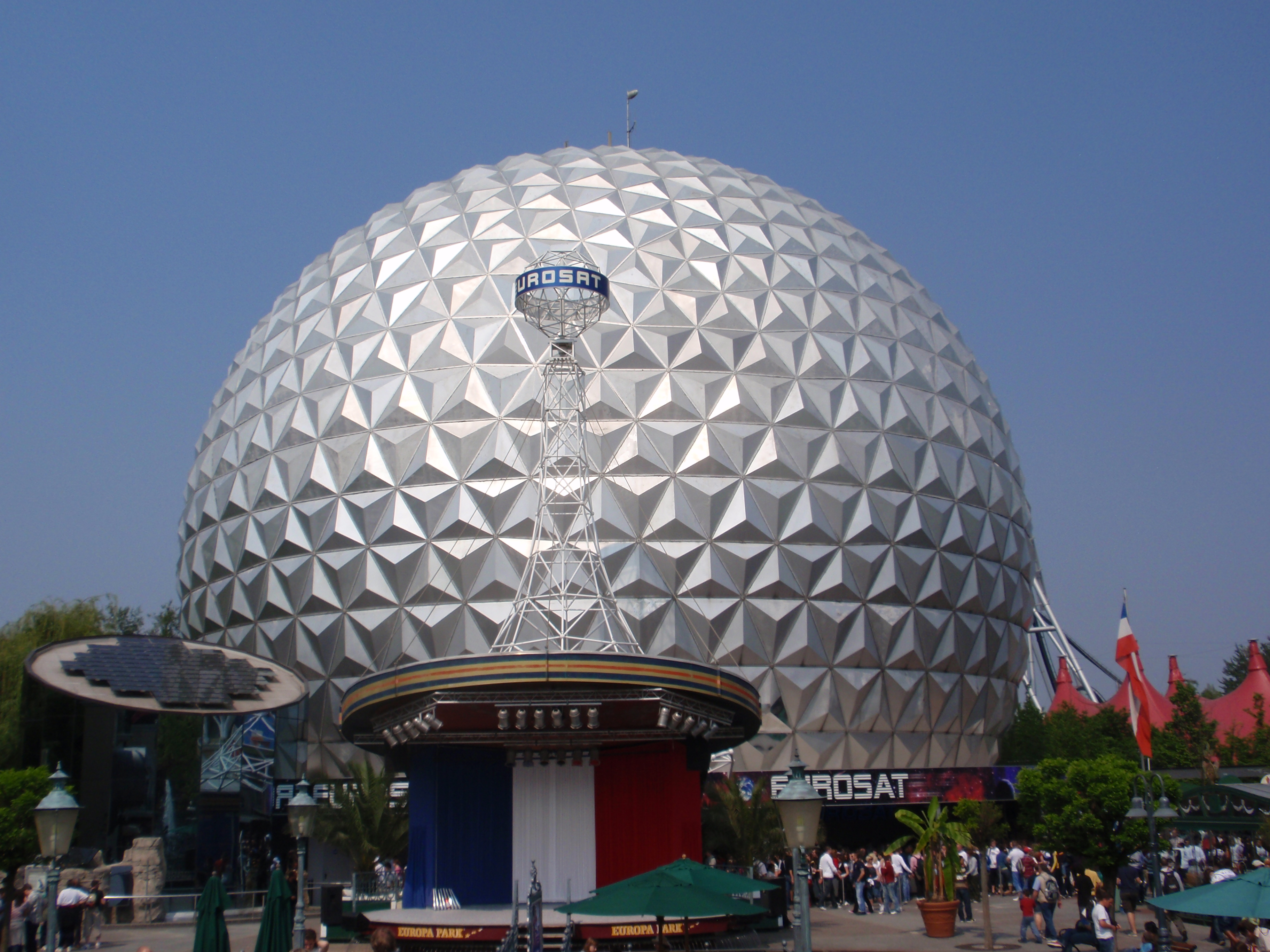
Eurosat en 2009.
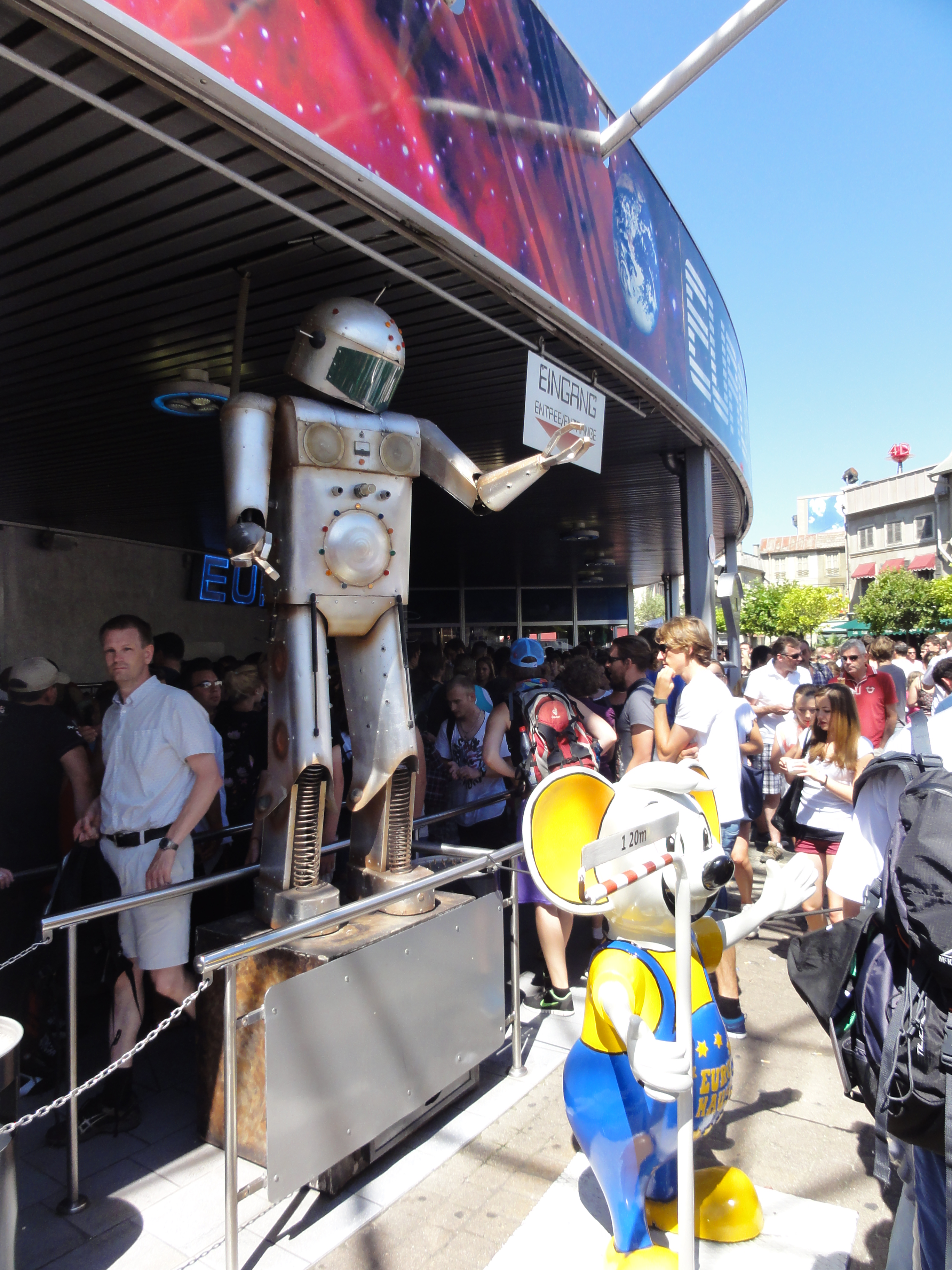
Entrée de la file d'attente.
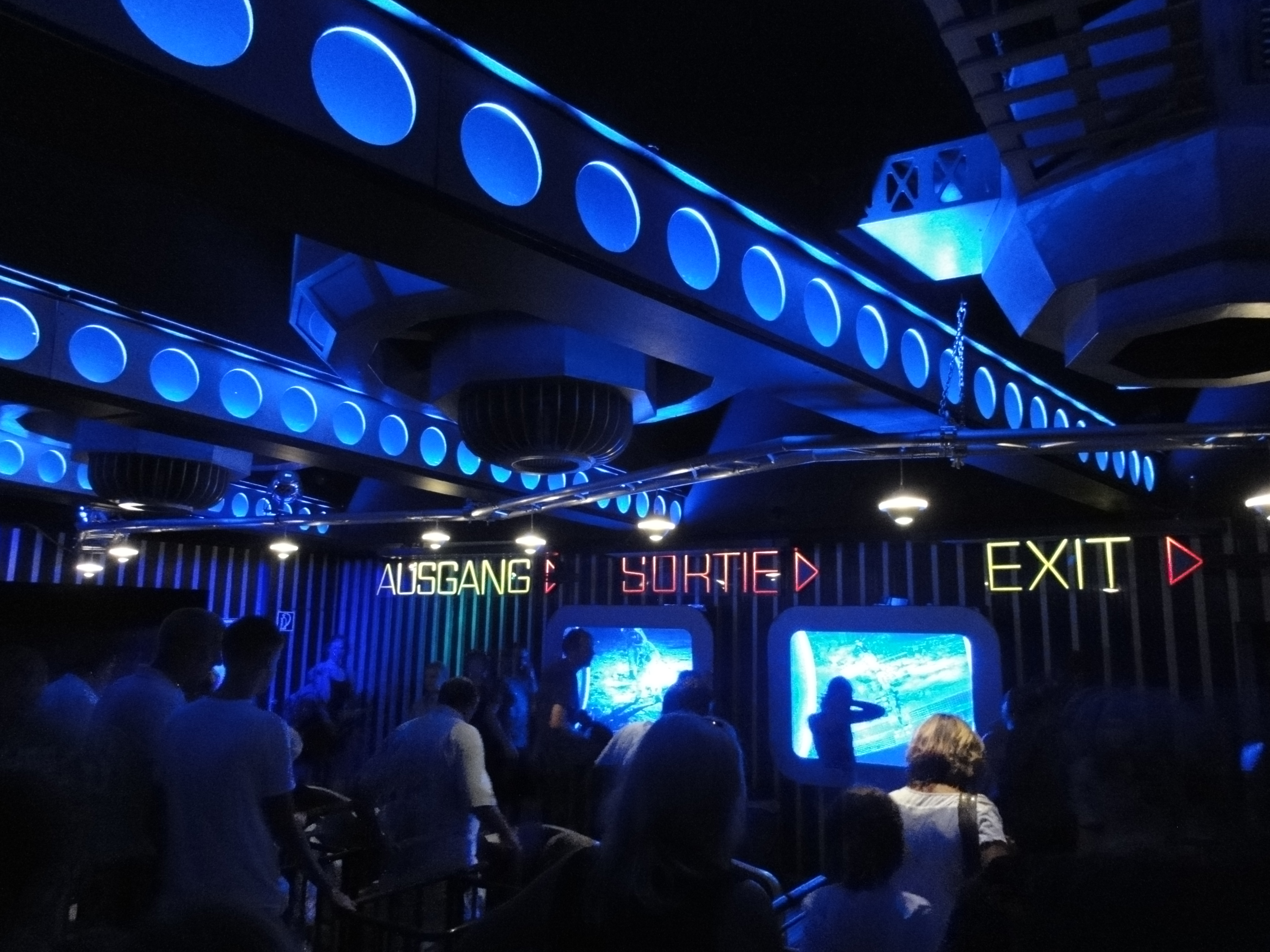
File d'attente intérieure.
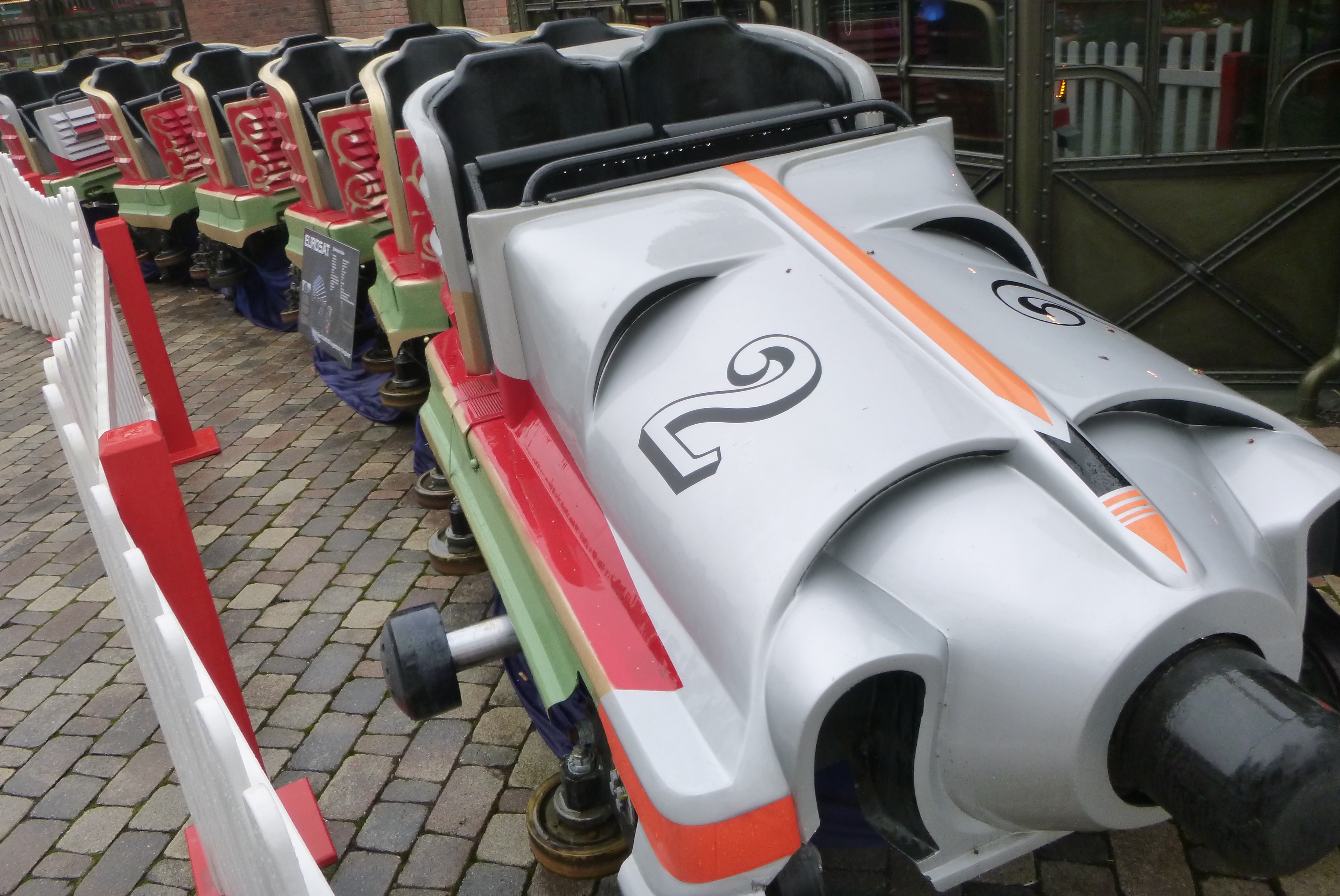
Ancien train d’Eurosat, exposé à Europa-Park (2019).
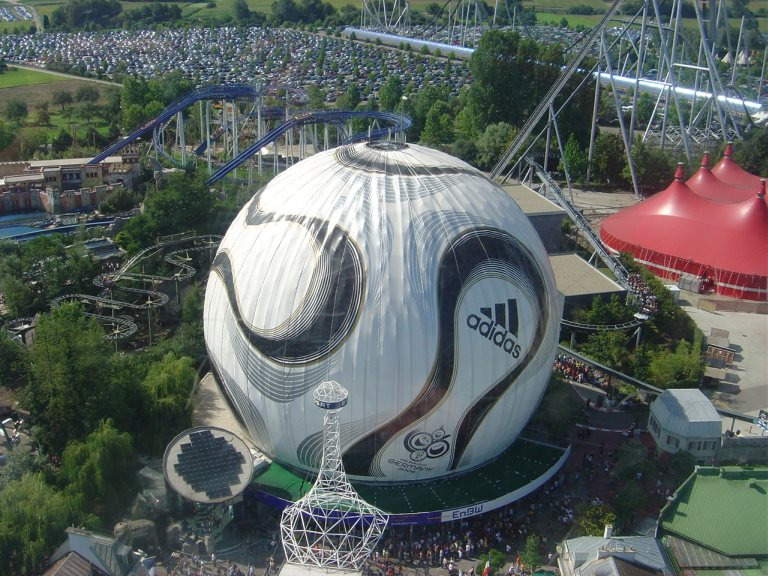
Eurosat aux couleurs de la coupe du monde de football de 2006.

## Eurosat - CanCan CoasteretCoastiality

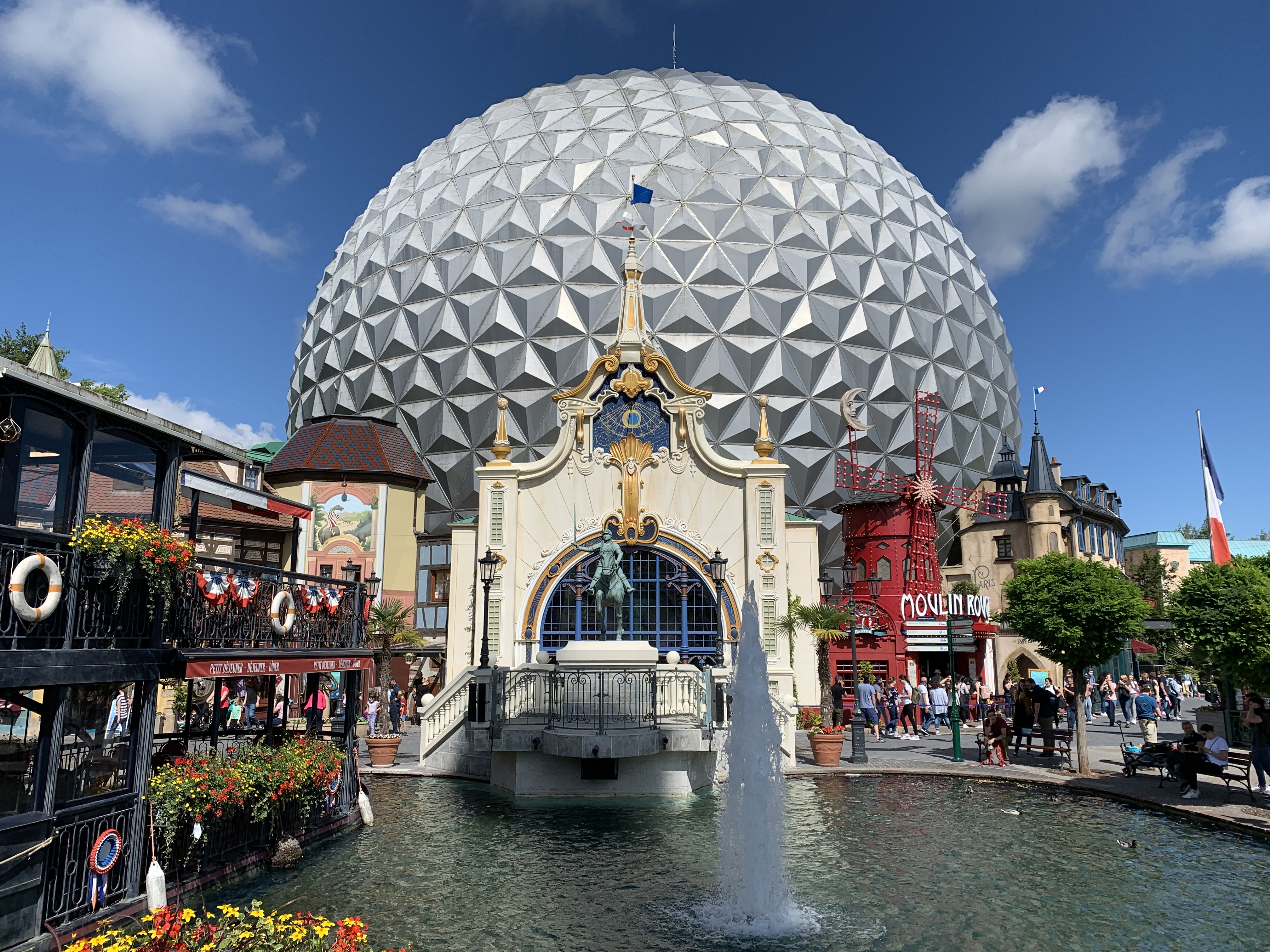
Eurosat - CanCan Coaster en 2020.

En juin 2017, Europa-Park a annoncé que l'attraction ferait l'objet d'une rénovation majeure comprenant le changement total des rails, des trains, de la décoration ainsi que l'ajout d'une expérience de réalité virtuelle. Le parc a annoncé vouloir garder un tracé proche de l'original en mémoire de Franz Mack, créateur d'Europa-Park qui avait conçu lui-même l'attraction à la fin des années 1980. Seuls les calculs vectoriels et le gabarit des rails ont été réadaptés pour correspondre aux standards actuels exigés par les organismes de contrôle et de certification.
L'attraction transporte ses derniers passagers le 5 novembre 2017, après 28 ans de fonctionnement et plus de 80 millions de passagers embarqués,.
Le nom Eurosat - CanCan Coaster a été annoncé en janvier 2018, faisant référence au french cancan et dévoilant un partenariat avec le Moulin-Rouge,. L'investissement total est estimé à 30 millions d'euros. L'attraction a été inaugurée officiellement le 12 septembre 2018 en présence notamment du réalisateur français Luc Besson, du directeur du Moulin Rouge Jean-Victor Clerico et de danseuses du cabaret parisien,. L'attraction a ouvert au public dès le lendemain. 

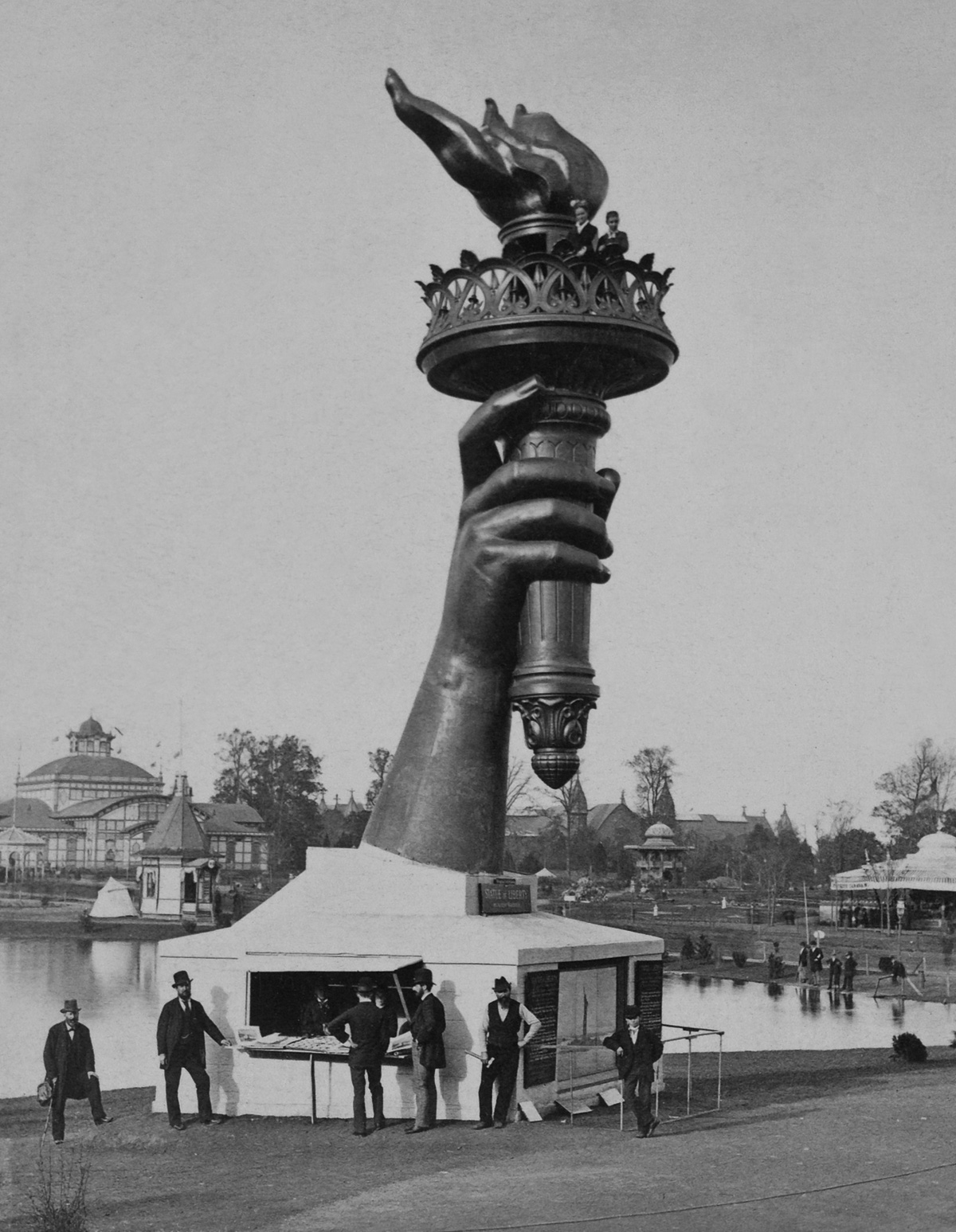
Bras de la statue de la Liberté.

La décoration et les nouvelles façades de l'attraction s'inspirent de Paris à la Belle Époque et des pavillons des expositions universelles. L'entrée de l'attraction est ornée d'une reproduction fidèle du Moulin-Rouge et l'on découvre à l'intérieur de la file d'attente plusieurs costumes originaux du cabaret parisien. La suite de la file d'attente présente une réplique de la main de la statue de la Liberté, telle qu'elle avait été exposée à Philadelphie lors de l'Exposition universelle de 1876. Une vitrine en partenariat avec le musée Bartholdi de Colmar, rappelle les origines françaises du sculpteur. On découvre ensuite une pièce inspirée par la bohème parisienne et l'activité artistique prolifique en 1900 dans le quartier de Montmartre. Après un passage extérieur où sont visibles différentes affiches du cabaret parisien, les visiteurs avancent dans les loges puis se retrouvent dans la gare d'embarquement. Le parcours débute sur une scène ou les vapeurs d'absinthe s'évaporent. Le train démarre alors son ascension au dessus des toits parisiens et de la Tour Eiffel. Le parcours s'effectue dans l'obscurité et dévoile quelques monuments parisiens tels que l'arc de triomphe ou la cathédrale Notre-Dame de Paris.
L'expérience de réalité virtuelle nommée Eurosat Coastiality bénéficie d'une entrée et d'une gare à part entière, mais utilise le même parcours et les mêmes trains que CanCan Coaster. Cette attraction a été développée en partenariat avec Luc Besson et reprend l'univers du film Valérian et la Cité des mille planètes, sorti en 2017,. Après l'attraction Arthur en 2014, c'est la deuxième collaboration entre le parc allemand et le réalisateur français. L'attraction est le fruit de la collaboration entre MackMedia, VR Coaster, Holodeck VR et EuropaCorp. C'est la première fois que le principe de free roaming est appliqué pour une attraction. Les visiteurs mettent leurs casques de réalité virtuelle avant de s'installer à bord du train. 
La bande originale de la nouvelle attraction a été composée par Eric Babak. Elle a été mixée et mastérisé dans les studios londoniens d'Abbey Road. Le titre In a second orbit diffusé pendant la montée des trains est une réorchestration du thème de la première version d’Eurosat.
Au printemps 2024, l'expérience Valérian et la Cité des milles planètes est remplacée par Eurosat Coastiality - The Phantom of the Opera, une nouvelle aventure immersive au thème du fantôme de "l'opéra populaire" de Paris.
En hiver, le dôme est utilisé comme écran pour un spectacle de vidéo-mapping.

## Caractéristiques
- Longueur : 900 mètres + 22 mètres pour la partie VR (gare annexe)
- Hauteur : 25,5 mètres
- Vitesse maximale : 60 km/h
- Durée : 3 min 18 s
- Débit théorique : 1 550 pers./h (première version) 1 050 pers./h (nouvelle version)
- Accélération maximale : 4 g
- Type d'attraction : Attraction intérieure